# 盧炎
盧炎（1930年11月20日—2008年10月1日），台灣音樂作曲家與教育家。

## 生平
祖籍江西南康，生於南京，幼年時期時逢中國政局動亂隨父母逃難。1949年隨中華民國政府遷台。1954年畢業於台灣師範大學音樂系，1965年赴紐約曼尼斯音樂學院專攻作曲，1971年畢業，1977年赴費城賓州大學音樂研究所，1979年獲碩士學位，同年返台擔任東吳大學音樂學系講師。1997年自東吳大學音樂學系，以副教授身分退休，改聘為兼任副教授。2002年獲東吳大學講座教授榮譽。
2008年10月1日上午10時50分因口腔癌病變於內湖三軍總醫院過世。

## 爭議
2023年6月9日，報導指控盧炎是性騷擾慣犯，會將手伸進學生衣褲內亂摸，受害者眾多。

## 外部連結
- Yen Lu （页面存档备份，存于）
- 臺灣音樂群像 盧炎 （页面存档备份，存于）